# 劉斐 (明朝)
劉斐（1465年—？），字文夫，號木亭，廣東潮州府海阳县人，民籍，明朝政治人物。

## 生平
廣東鄉試第九名舉人。弘治十二年（1499年）中式己未科會試第二百四十七名，二甲第八十六名進士。授南京户部主事，管理北新钞关，歷升员外郎、郎中、浙江处州府知府，正德九年（1514年）正月举卓异，五月升江西布政司右参政，仍治府事，十一年六月回布政司治事。十四年七月宸濠之乱時被迫從逆，嘉靖元年（1522年）被谪戍边。

## 家族
曾祖劉成；祖劉惠；父劉華，號東浦，誥贈奉直大夫南京戶部員外郎。母姚氏。永感下。兄旻、昆、易。子刘一松，号晚涯，正德十四年己卯举人，歷官江西抚州府临江县、宜黄县知县。